# Mascheratura (fotografia)
Mascheratura e bruciatura è una tecnica fotografica correttiva utilizzata in camera oscura durante il processo di stampa, oppure, applicata nella fotografia digitale attraverso appositi software.
È impiegata sia per variare il contrasto di un’immagine negativa o positiva (diapositiva) e/o limitare parzialmente o totalmente l’esposizione su una zona dell’immagine al fine di compensare eventuali difformità o errori di esposizione.

## Tipologie di mascheratura
La mascheratura nasce come tecnica usata durante la stampa analogica bianconero mediante copertura, come le mani o con apposite sagome di cartone nero opaco, delle zone più chiare del negativo, in modo da esporre maggiormente quelle più scure. In questo modo si possono ottenere dettagli leggibili in zone di differente densità, altrimenti non registrabili dalla carta sensibile adoperata. La mascheratura, è anche una tecnica adoperata per ridurre il contrasto di un negativo. In quest'ultimo caso, si contrappone, in perfetto registro, alla negativa il suo positivo di debole densità ( sottoesposto). La mascheratura è un potente elemento creativo per evidenziare o occultare zone dell'immagine secondo i desideri dell'autore.
La tecnica di mascheratura comprende almeno sei estensioni del suo significato:
1. Mascheratura analogica per la correzione del contrasto: sovrapposizione a registro della stessa immagine sia in positivo che in negativo, con lo scopo di ridurre o accentuare il contrasto.
2. Mascheratura analogica per la correzione cromatica: usata principalmente con le trasparenze a colori da riprodurre (materiale diapositivo) per controllare sia il contrasto, ma soprattutto per migliorare la resa cromatica anteponendo a registro dell'immagine principale, maschere filtranti colori di radiazione e spettro scelti a secondo delle necessità.
3. Mascheratura per fotomeccanica:  in questo caso, analogamente alla maschera a colori, ma qui ha anche un'altra funzione che è quella di usare i quattro colori (magente, blu-verde, giallo e nero) per calibrare il nero.
4. Mascheratura analogica delle alte luci: si tratta di una mascheratura selettiva che agisce per modulare esclusivamente alte e basse luci di un'immagine.
5. Mascheratura analogica nell'ingrandimento (durante la fase di ingrandimento nella stampa fotografica): si stratta di una tecnica con la quale si ombreggia una parte dell'immagine per schermare la luce durante la fase di esposizione della carta sensibile
6. Mascheratura digitale: La trasposizione in digitale, ossia mediante software, della mascheratura analogica durante l'ingrandimento.

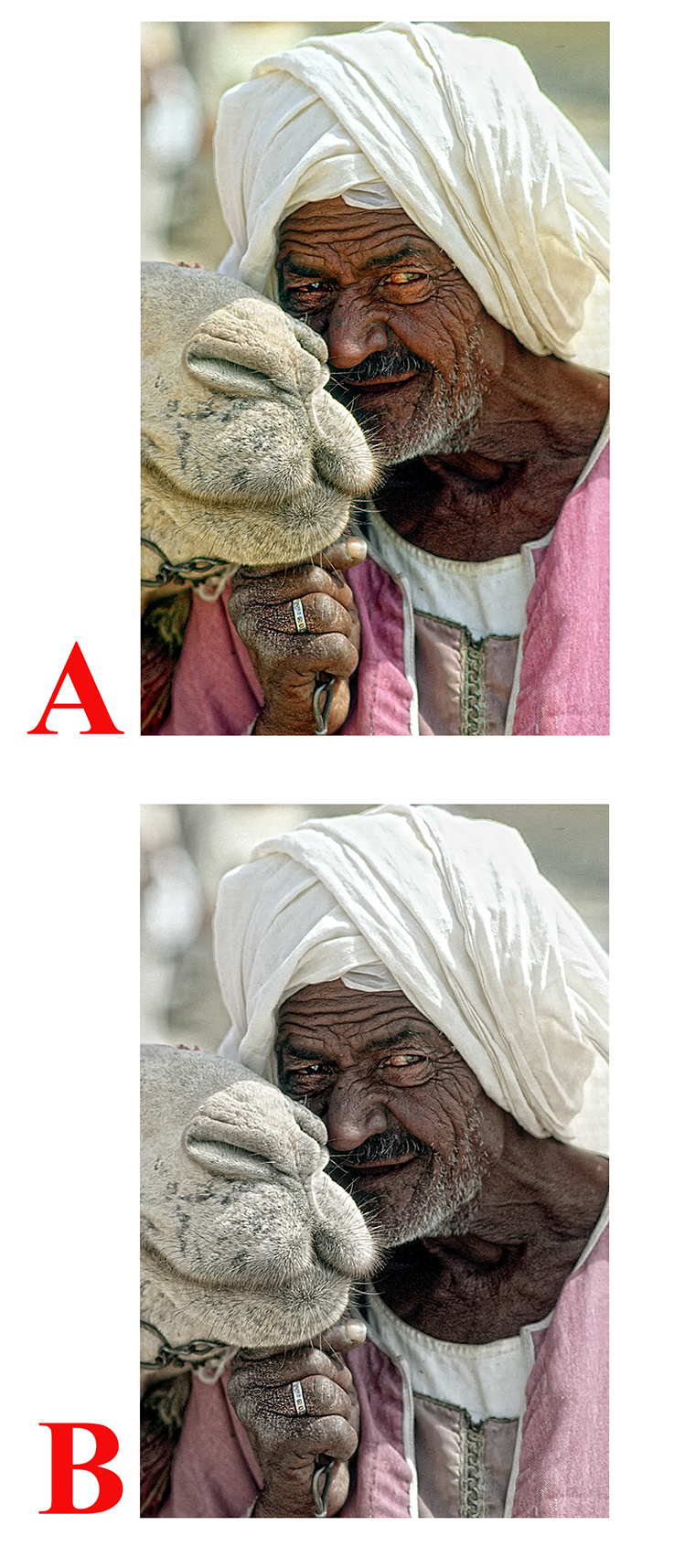
Fig. 1 La Mascheratura per la correzione del contrasto (Maschera di contrasto) era molto in uso nella stampa di diapositive a colori su materiale cibachrome che per sua natura, normalmente, aveva la tendenza ad aumentare il contrasto delle immagini.

## Mascheratura analogica per la correzione del contrasto
Questo tipo di mascheratura detta anche "maschera di contrasto" viene attuata mediante un sistema in cui si appronta un pacchetto a registro formato da un'immagine positiva o negativa (oppure due immagini positive o negative). Importante che il pacchetto così costituito sia perfettamente a registro in modo da realizzare una stampa o un nuovo negativo da riproduzione.
La seconda immagine creata dall'originale, costituirà la maschera fotografica. Lo scopo di questo tipo di mascheratura è quello di ridurre o accentuare il contrasto dell'immagine originale. Ciò si spiega perché se si pone a registro un negativo con un positivo meno contrastato da esso ricavato, il positivo attenuerà parzialmente l'immagine negativa con il risultato di ottenere un negativo meno contrastato. Al contrario, accoppiando a registro due negativi si otterrà un aumento del contrasto rispetto a quello ottenibile dal solo originale.
Questa tecnica può essere applicata sia al bianconero, sia al colore; tuttavia, per il bianconero non è una tecnica vantaggiosa e pratica in quanto esistono altri modi più efficaci per variare il contrasto (per esempio la scelta della gradazione delle carte o la variazione della filtrazione cromatica per le carte mutigrade). Analogamente, questo tipo di mascheratura non è usata quasi mai per la correzione di stampe a colori provenienti da negativo colore tranne in casi particolari che riguardano la riduzione della luminosità generale. L'applicazione d'elezione di questa tecnica si ha invece come mezzo controllo del contrasto nella stampa di trasparenze a colori (diapositive a colori) che per loro natura posseggono un contrasto alto. La mascheratura analogica per la correzione del contrasto era molto in uso nella stampa di diapositive a colori su materiale cibachrome molto in voga negli anni 80 ( Fig. 1).

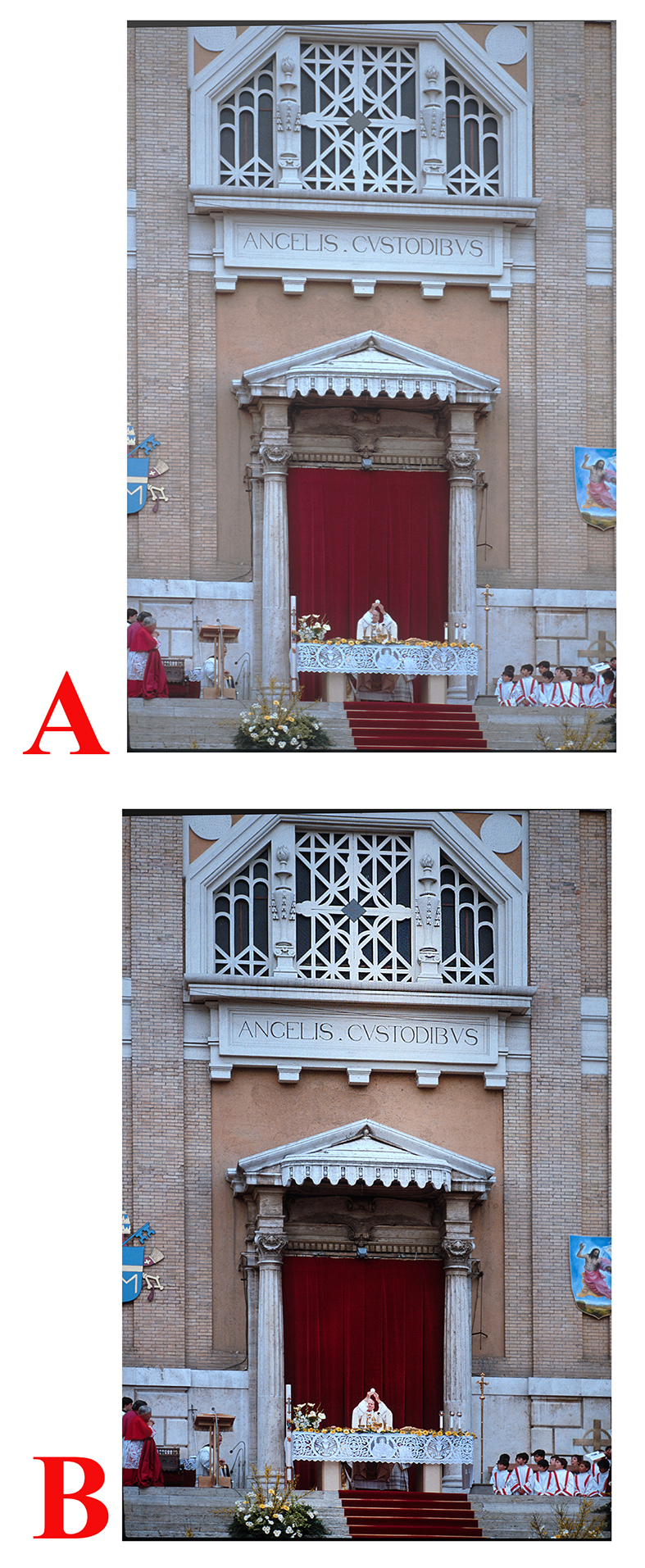
Fig. 2 La mascheratura analogica per la correzione cromatica ha lo scopo di saturare i colori nella riproduzione su carta delle diapositive. In A l'immagine originale mentre in B l'immagine che ha subito la correzione cromatica per mezzo di questa tecnica.

## Mascheratura analogica per la correzione cromatica
Viene usata sia per la correzione cromatica delle pellicole positive (Diapositive) a colori che richiedono di essere stampate, sia per le pellicole a colori. Questa tipologia di mascheratura ha una doppia funzione: controllare il contrasto e migliorare la resa cromatica. (Nota 1: Enciclopedia Kodak "la fotografia per tutti 1982 - Ist. Geogr. De Agostini - Novara Pag 124-127) ciò si ottiene creando più maschere attraverso filtrazioni di contrasto di diversi colori in modo che la maschera, anteposta a pacchetto sull'originale, abbassi o aumenti in contrasto. In alternativa, con una sola maschera monocromatica, il risultato sarà quello di rendere più vividi e brillanti alcuni colori lasciando invariati gli altri (Fig.2).  (Nota 3': L'ingrandimento Fotografico L.A. Mannheim, C.I. Jacobson - Ed. Cesco Ciapanna editore 1981 Pag 444-471);

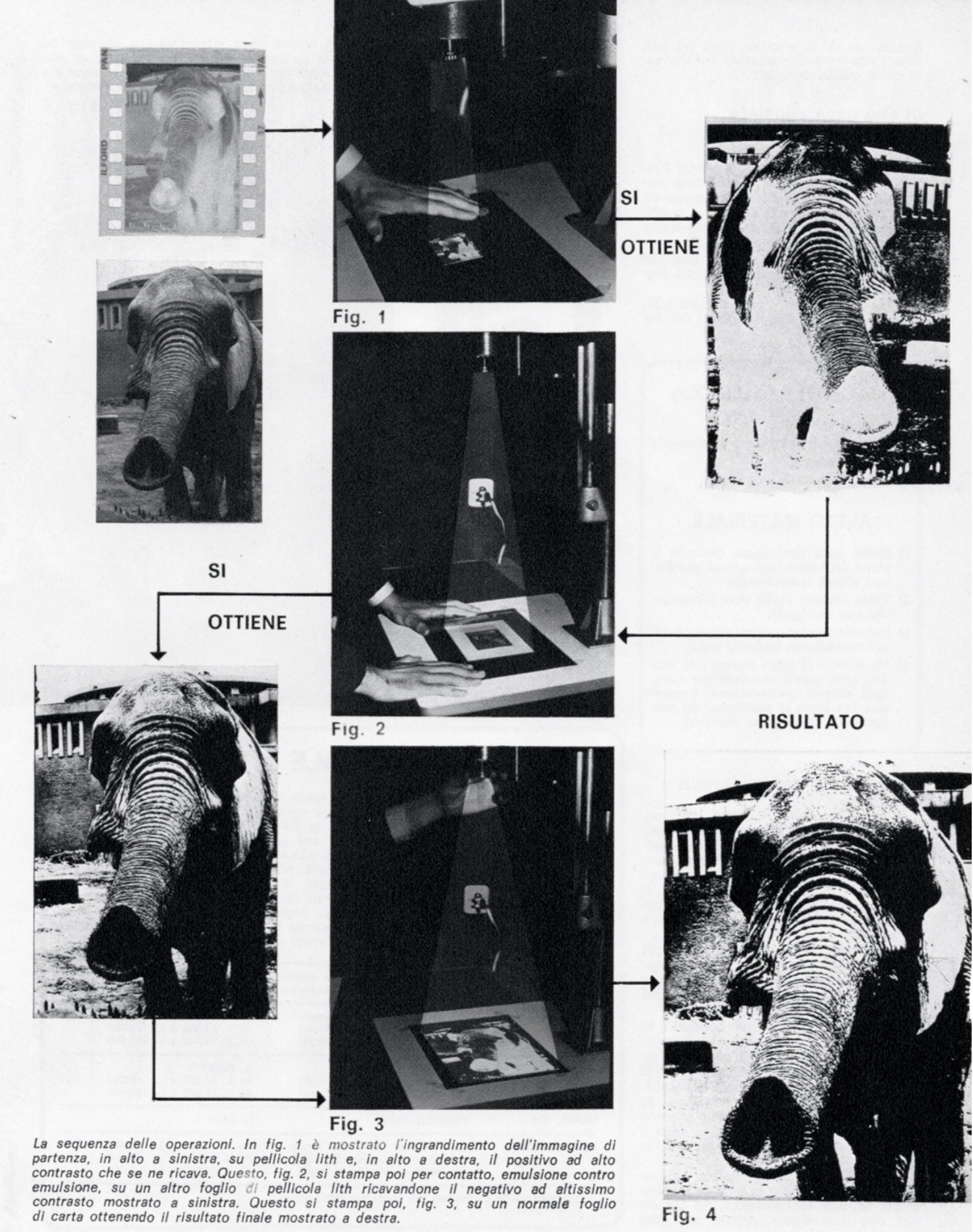
Fig. 3 La pellicola fotomeccanica Lith permette la creazione non solo di maschere di contrasto ma nella fotografia bianconero analogica l'eliminazione dei grigi e la riduzione dell'immagine in solo bianco e nero.

## Mascheratura analogica per fotomeccanica
Viene usata nel lavoro fotomeccanico per alzare /abbassare il contrasto e variare il cromatismo dell'immagine ma soprattutto per tenere conto del nero nell'immagine finale. Infatti, nel lavoro fotomeccanico, una parte dei grigi scuri dell'immagine finale deriva dalla lastra di stampa del nero. Di conseguenza, un determinato colore deve essere ottenuto dall'uso soltanto di due dei tre colori primari più il nero. La maschera usata per questo scopo offre la possibilità di eliminare una parte del terzo colore in qualsiasi parte dell'immagine e di aggiungere una determinata corrispondenza di densità alla lastra del nero. Oggi molte lastre per la stampa offset sono prodotte ricorrendo a uno scanner elettronico che produce i quattro negativi in una sola operazione del tutto automatica. (Nota 1: Enciclopedia Kodak "la fotografia per tutti 1982 - Ist. Geogr. De Agostini - Novara Pag 124-127).  In fotomeccanica la pellicola Lith ortocromatica bianconero è il materiale d'elezione indispensabile, con la quale si creano immagini ad alto contrasto bianconero per ognuno dei colori primari più in bianco e nero: selezione cromatica dell'immagine originale a colori (Fig. 3). La pellicola Lith ad alto contrasto necessita per il suo sviluppo rivelatori molto energici a base di idrochinone. (Nota 6: Articolo su Fotografare: Extracontrasto - Febbraio 1980 M. Fodde pag 70-74). Altro impiego della pellicola Lith e nella fotografia artistica per la realizzazione di stampe ad alto contrasto in cui sono aboliti i toni grigi e il soggetto viene rappresentato solamente in bianco e nero,  e nella riproduzione grafica delle immagini fotografiche come avviene nella tecnica della gomma bicromatata (Fig. 4 e 5). (Nota 7: Articolo su Fotografare: Gomma Bicromatata Disegno o fotografia - Gennaio 1981 M. Fodde pag 56-57-58-59-120)

## Mascheratura analogica per le alte luci
In tutti quei casi in cui il contrasto delle alte luci è basso con la conseguenza di risultare poco contrastate e poco dense, si ricorre preparando una maschera per le alte luci che svolge la sua funzione applicando un'alta densità sulle alte luci stesse dell'immagine e in questo modo scurendole. Questa tecnica è sempre effettuata sinergicamente nella preparazione della maschera di correzione cromatica in cui è inglobata e quindi, per evitare errori espositivi, nel dovrà essere rimossa durante la stampa finale (Fig.6). (Nota 1: Enciclopedia Kodak "la fotografia per tutti 1982 - Ist. Geogr. De Agostini - Novara Pag 124-127)

## Messa a registro delle pellicole nella mascheratura analogica
In tutte le tipologie su descritte di mascheratura analogica la messa a registro delle pellicole che formano il pacchetto che poi dovrà essere utilizzato per la stampa è una caratteristica di tutte le tipologie di mascheratura tranne che per quella analogica nell'ingrandimento e quella digitale. La realizzazione del pacchetto dovrebbe essere costruito in modo che la maschera sia poco nitida e leggermente più sfumata dell'originale. (Nota 6: Articolo su Fotografare: Extracontrasto - Febbraio 1980 M. Fodde pag 70-74) Ciò affinché l'immagine mascherata appaia più nitida appaia più definita in virtù del fatto che l'immagine della maschera se diffusa presenta un contrasto inferiore ai bordi dei dettagli dell'immagine che non sulle grandi aree. Di conseguenza avrà meno effetto sui bordi di quanto non ne abbia sulle zone piene con il risultato di un aumento postumo dell'acutanza. (Nota 4: Elementi di fotografia - Ed Cesco Ciapanna Editore - cortesia Ciba Ilford - 1970 Pag 177-245)

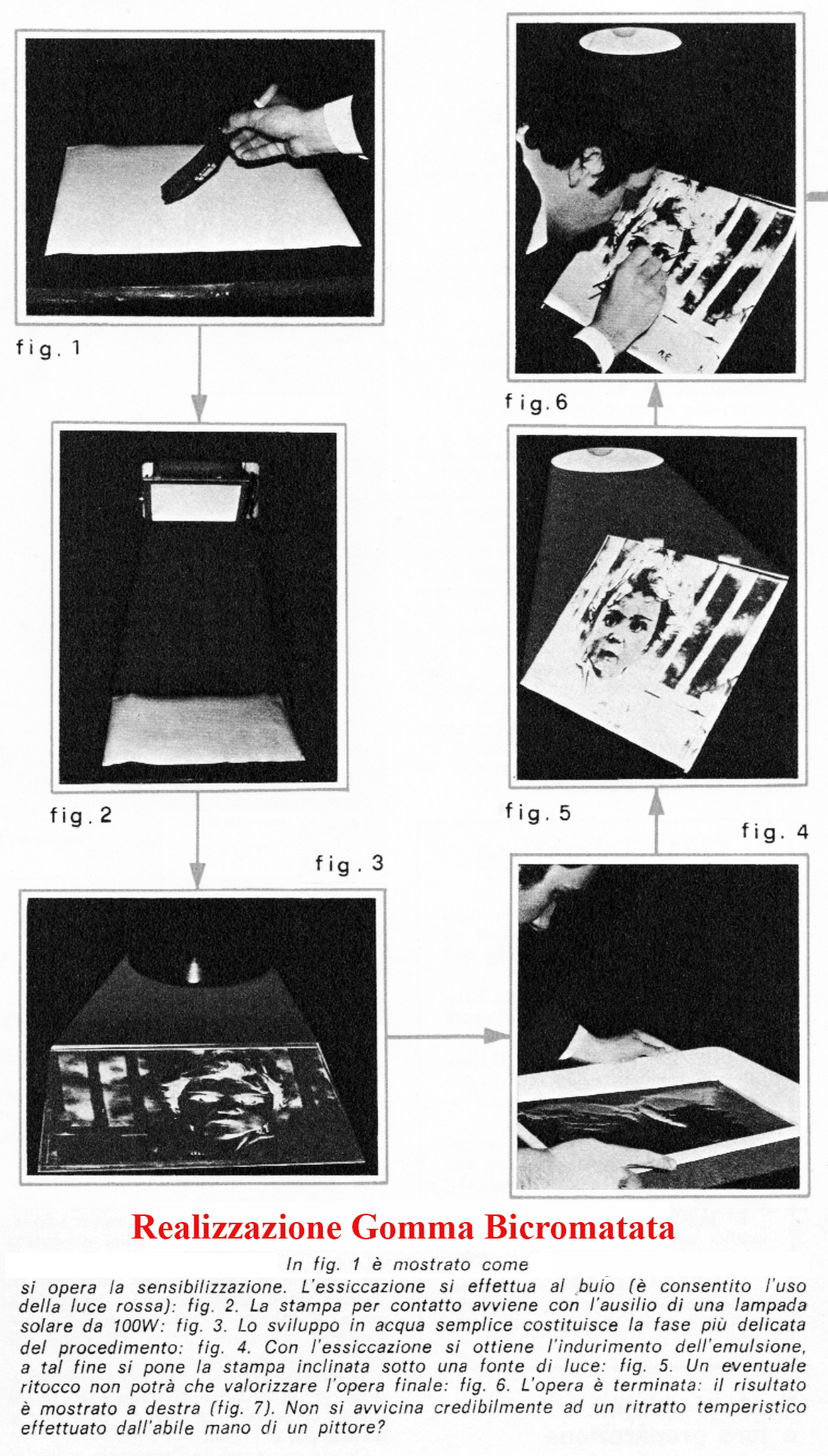
Fig. 4 La pellicola Lith risulta anche indispensabile per la preparazione della maschera necessaria alla creazione della matrice nella tecnica della gomma bicromata.

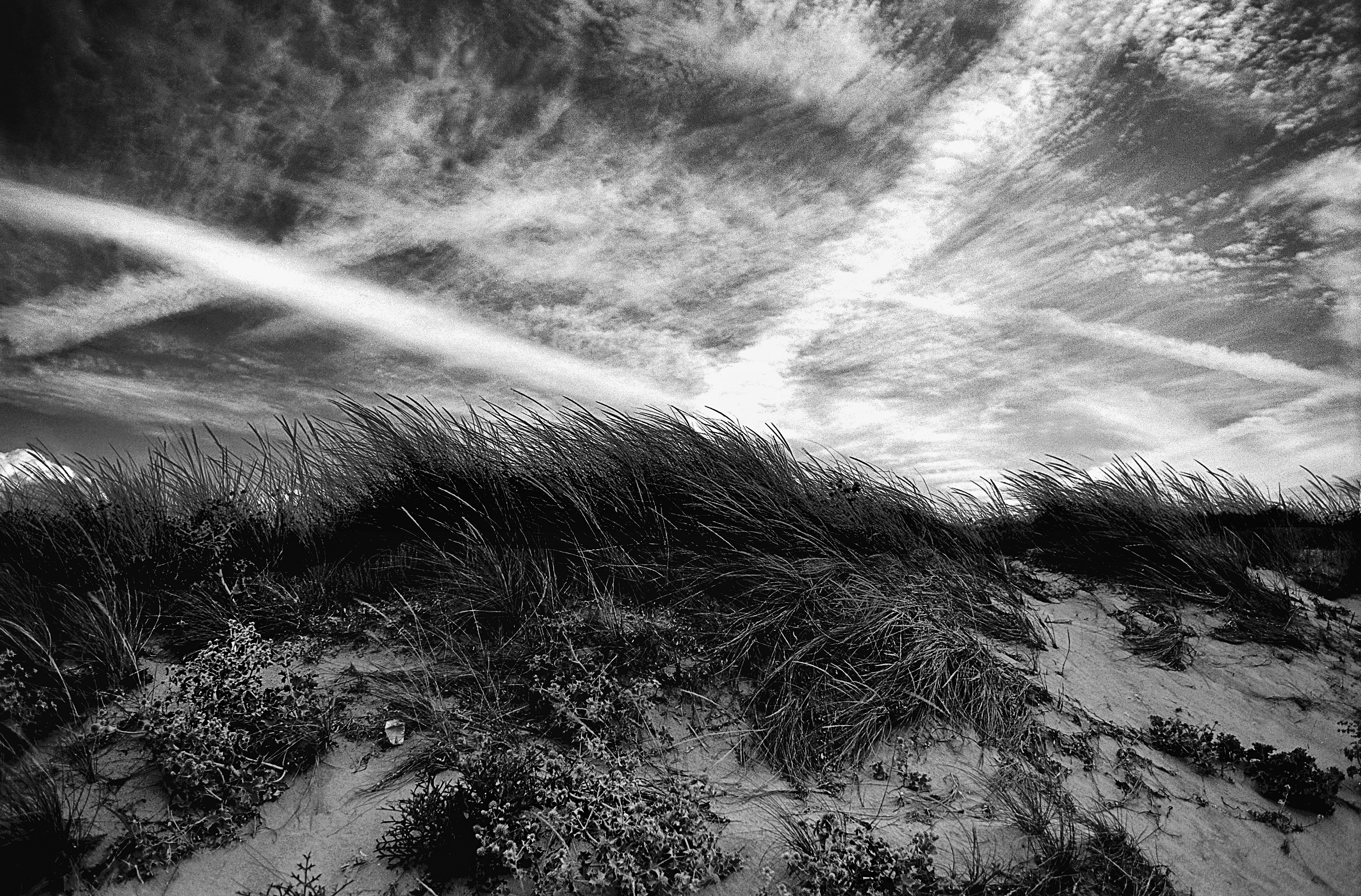
Fig. 6 La Mascheratura analogica per le basse luci ha permesso di evidenziare i dettagli più fini delle alte luci.

## Mascheratura analogica nell'ingrandimento

Fig. 5 Un esempio di realizzazione di Gomma Bicromatata su supporto di lastra di rame. La sua realizzazione ha comportato la preventiva creazione di una matrice mediante maschera su pellicola Lith di un negativo bianconero.

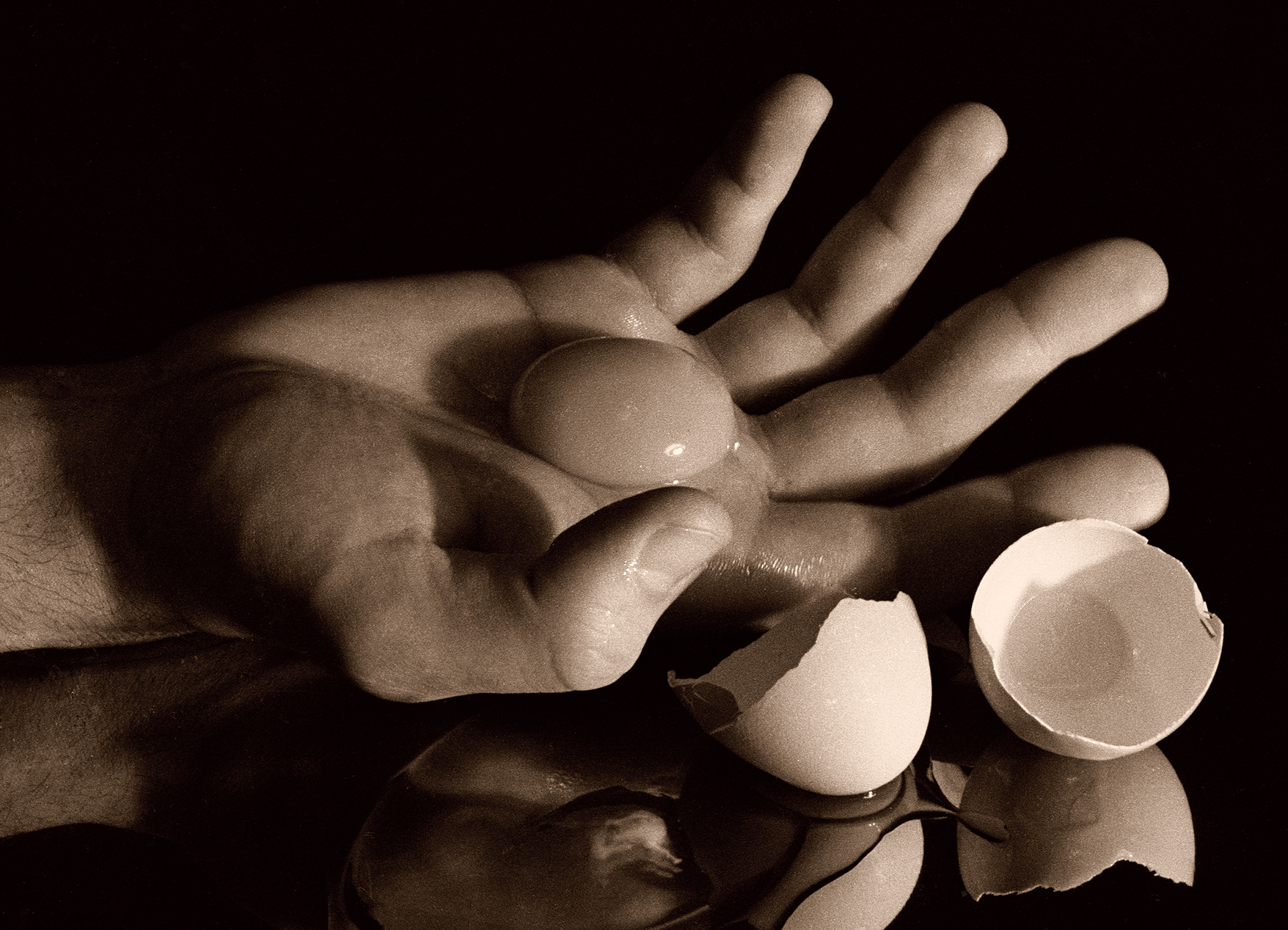
Fig. 8 Il risultato analogico di una mascheratura delle alte luci e una bruciatura delle basse luci è stata la chiave per esaltare la tridimensionalità di questa immagine.

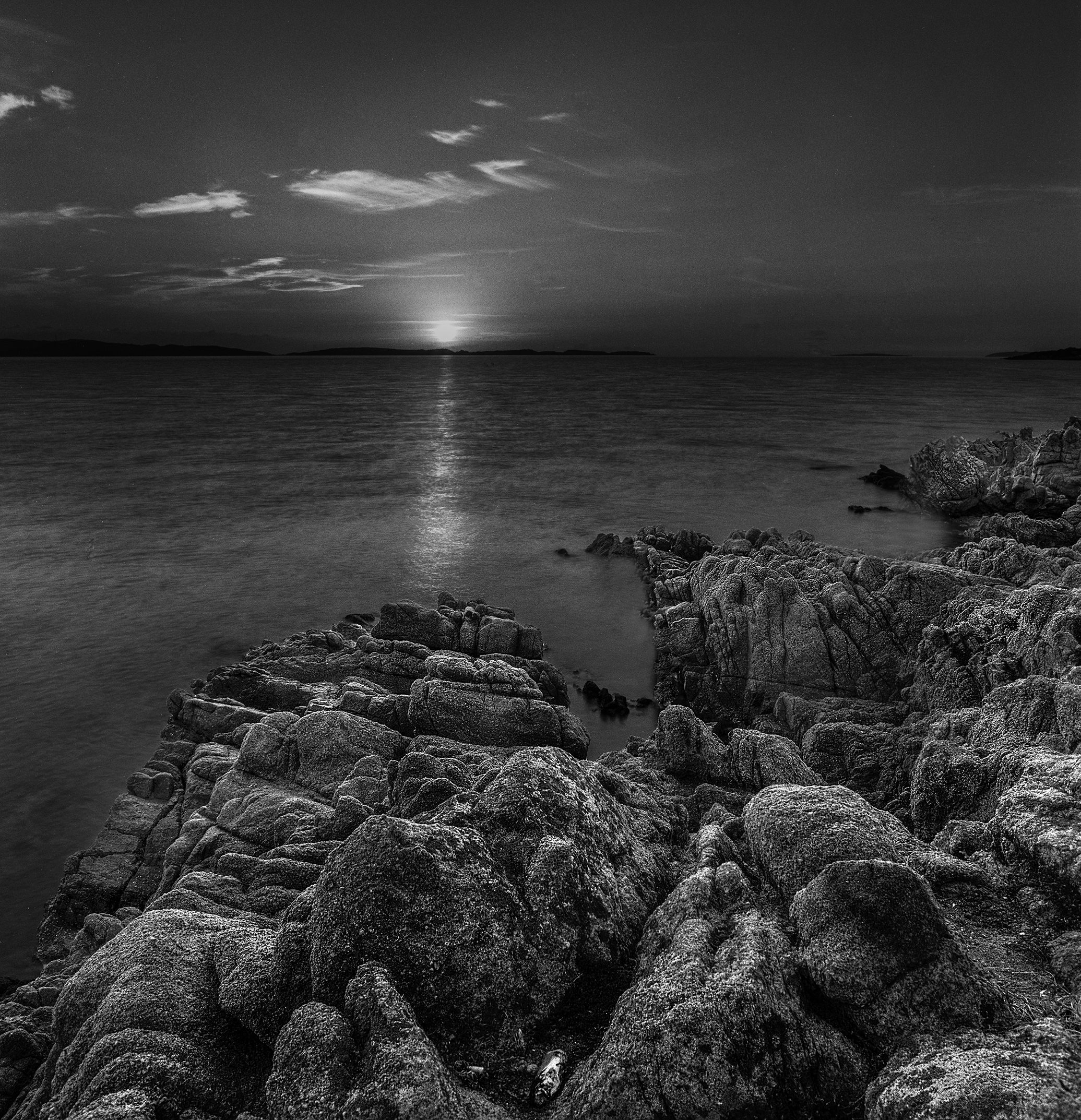
Fig. 9. La tecnica analogica della mascheratura differenziata ha permesso questa immagine altrimenti impossibile da ottenere. Si tratta di un'alba in bianconero che ha necessitato per la sua stampa una mascheratura multipla con un ingranditore a filtri dicroici e carta multigrade. il primo piano ha necessitato di una gradazione morbida mentre il resto di una contrastata.

La mascheratura analogica, in fase di stampa, consiste nell'ombreggiare una parte dell'immagine al fine di schermare la luce durante l'esposizione del foglio sensibile sotto la luce dell'ingranditore (esposizione). Se la stampa viene eseguita da negativo, l'area mascherata sarà più chiara che se avesse ricevuto l'intera esposizione. Al contrario, se si volesse incrementare la densità di una zona dell'immagine, questa dovrebbe avere una esposizione maggiore rispetto al resto dell'immagine stessa. In questo caso, si parla di bruciatura il cui significato è opposto a quello di mascheratura.
Altresì, se la stampa venisse eseguita su materiale invertibile (diapositive) si avrebbe un effetto inverso rispetto a quello su descritto: l'area mascherata sarebbe più scura dell'equivalente area non mascherata.
Operativamente, nella stampa, durante l'esposizione della carta sensibile, dovendo mascherare ampie zone dell'immagine, si ricorre inserendo ad hoc nel percorso luminoso proiettato sul foglio di carta sensibile, sagome di cartone, e molto più spesso sagome fatte con le mani, e si agisce come nella creazione delle ombre cinesi (Fig. 7 e Fig. 8).(Nota 2 : La Fotografia in bianconero - Ed. Reflex 2000 - M.Fodde pag 62-65)
.

## Mascheratura dal punto di vista creativo
La Mascheratura, non solo pone rimedio a un limite "tecnico fotografico" ma si elegge come fattore creativo imprescindibile nell'arte fotografica bianconero ma anche in quella digitale (vedi punto 6)  a colori mentre nell'analogica a colori non può essere applicata per la natura stessa di questo tipo di stampa che non permette interventi di questo tipo.
Il compito della mascheratura e della bruciatura è, dal punto di vista creativo proprio quello di equilibrare o sbilanciare ad hoc l'esposizione, in stampa, intervenendo esclusivamente sulla porzione scelta dal fotografo per rappresentare la sua interpretazione del soggetto. Il fotografo, in stampa, può sostenere o mutare il risultato finale mediante la tecnica di mascheratura e del suo opposto, ossia mediante bruciatura. 
Operativamente, è necessario considerare che una pellicola negativa, dopo il trattamento, si

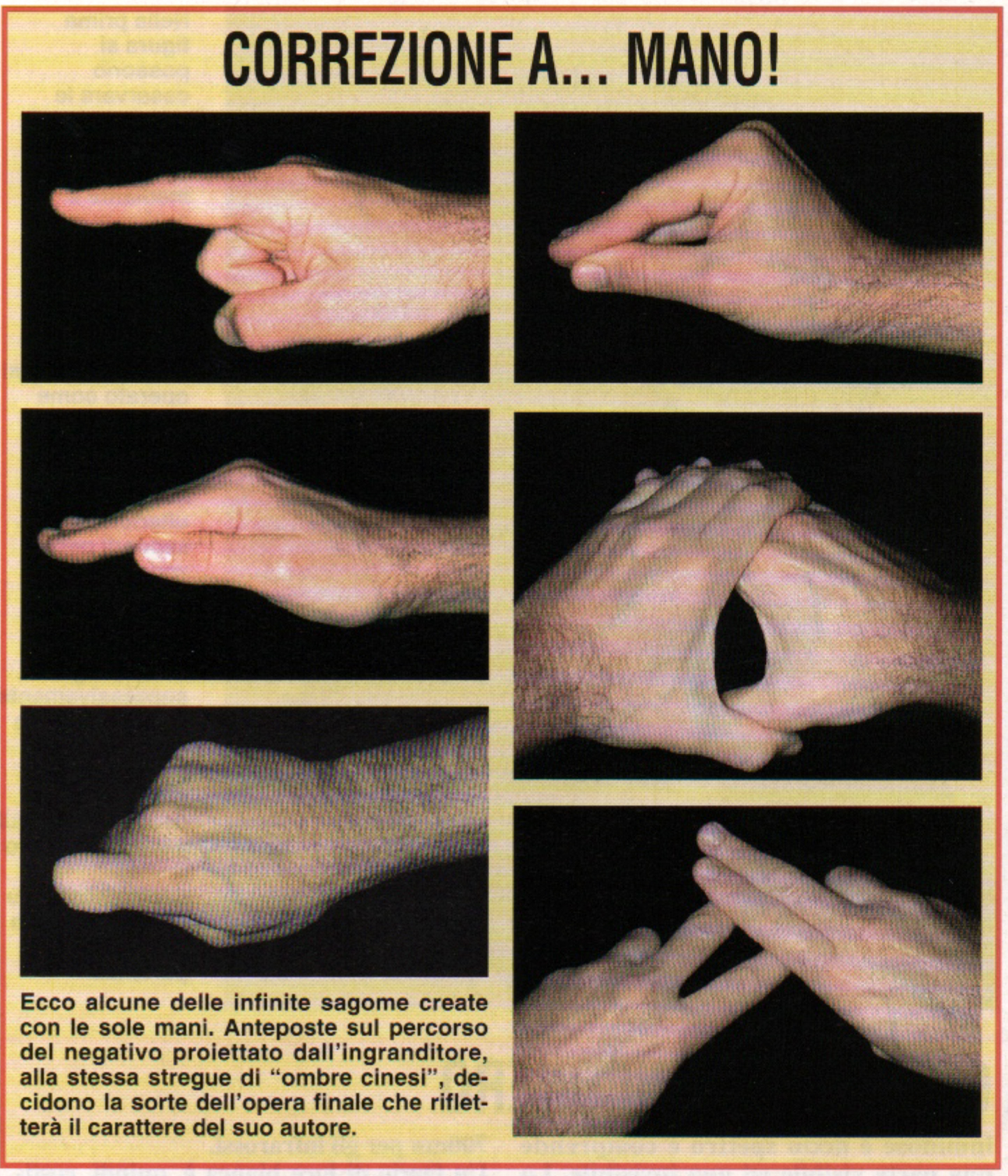
Fig. 7 Durante l'esposizione della carta sensibile, dovendo mascherare e/o bruciare ampie zone dell'immagine, si ricorre inserendo ad hoc nel percorso luminoso proiettato dall'ingranditore sul foglio di carta sensibile, sagome di cartone, e molto più efficacemente, sagome fatte con le mani.

presenta con zone chiare e scure mentre la carta sensibile ha una limitata tolleranza nel registrare le diverse luminosità (latitudine di posa): circa 4:1. Ciò vuol dire che la migliore carta da stampa è in grado di tradurre le quattro gradazioni di grigio provenienti dal negativo come una sola tonalità. La conseguenza pratica di tale non indifferente limitazione è fornita 
dal fatto che se esponessimo la carta sensibile prendendo come riferimento le parti chiare del negativo, le zone scure sarebbero sottoesposte e quindi anche i particolari non potrebbero essere rivelati; viceversa, se esponessimo per le zone scure del negativo, quelle chiare sarebbero sovraesposte e non potremmo, anche in questo caso, evidenziare i particolari. Il compito della mascheratura e della bruciatura è proprio quello di equilibrare l’esposizione schermando la luce proiettata dall’ingranditore con opportune sagome (le mani sono insostituibili in quanto con esse è possibile effettuare qualsiasi tipo di ombra che si adatti al profilo del soggetto) che vadano ad interessare solamente la zona del negativo proiettato che interessa. Al fine di evitare che si notino i confini tra le zone sottoposte all’intervento di mascheratura-bruciatura, è necessario mantenere con le sagome di cartone o le sagome fatte con le mani un movimento alternato dal basso verso l’alto o rotatorio che consenta di sfumare le diverse densità tonali.
Ovviamente il grado di mascheratura (le zone di interesse saranno più chiare) o di bruciatura (le zone d’interesse saranno più scure) dipenderà solamente dall’interpretazione che il fotografo vuole dare alla sua opera. Nell’uso di questa tecnica, è necessario evitare l’eccesso di correzione che potrebbe produrre una stampa irreale e spesso sgradevole.  (Nota 9 : Mascherare o bruciare? Articolo su Reflex Novembre 2002 - M.Fodde pag 62-66)
Estensione della tecnica di mascheratura-bruciatura: Riguarda essenzialmente il rapporto di questa tecnica con le carte sensibili da stampa a contrasto variabile (Multigrade) (Fig.9). Si immagini di dover stampare un negativo che necessita non solo una diversa esposizione di due zone della stessa immagine, ma anche un differente contrasto delle due zone. Nella fattispecie, un paesaggio con un cielo che si vorrebbe più contrastato, contro un prato che, invece, si vorrebbe con un contrasto medio basso. Tale esigenza generale può essere realizzata con l'utilizzo dell'azione sinergica della mascheratura e carte da stampa a contrasto variabile (multigrade). Operativamente sarà necessario stampare con una doppia esposizione: la prima con un filtro colorato di basso contrasto schermando la porzione di immagine non interessata a questo tipo di esposizione, e la seconda con un filtro a basso contrasto mascherando la porzione dell'immagine già esposta. La tecnica di mascheratura e bruciatura rappresenta anche un importante sinergico complemento al noto Sistema zonale durante la stampa del negativo. (Nota 9 : Mascherare o bruciare? Articolo su Reflex Novembre 2002 - M.Fodde pag 62-66)

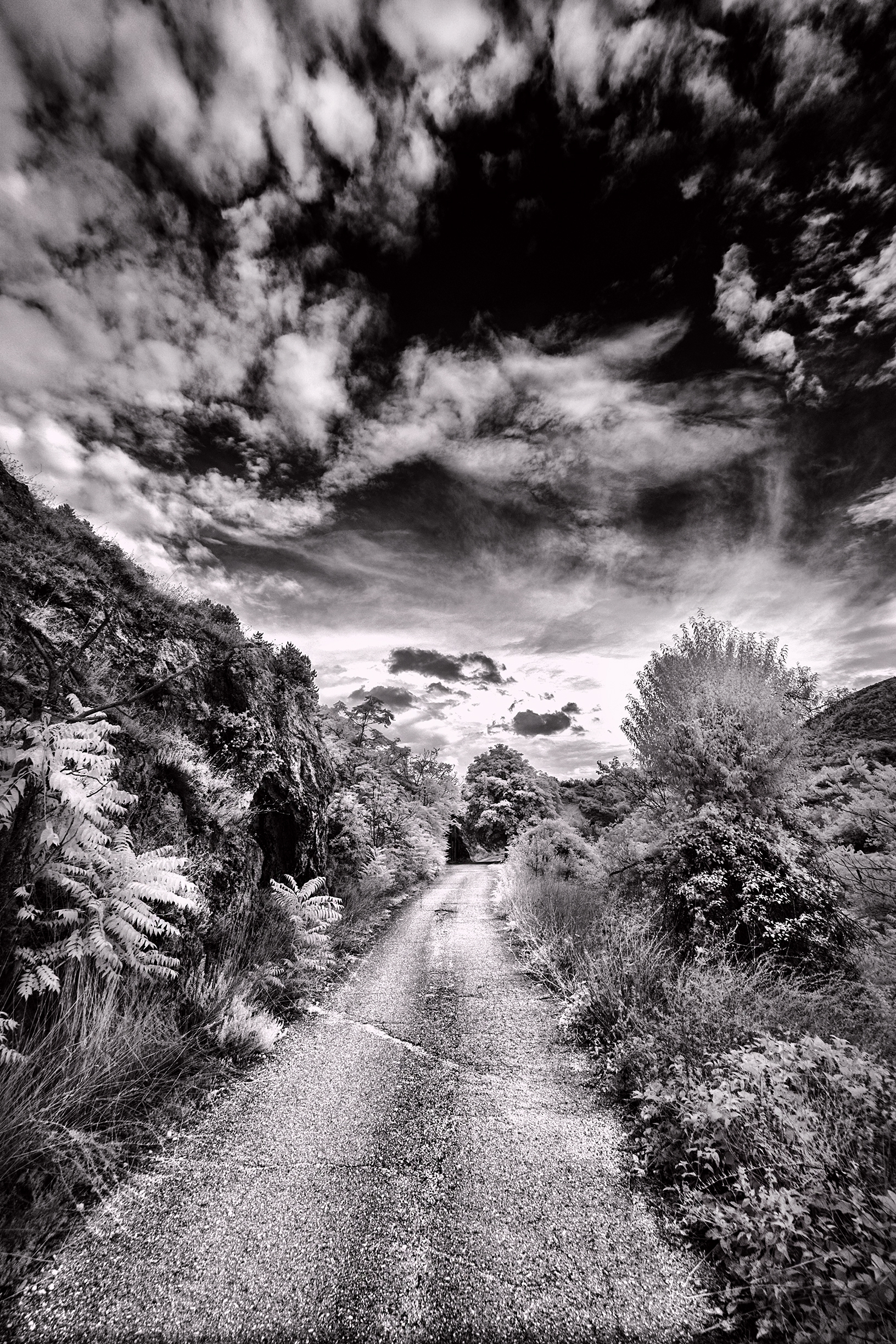
Fig. 11 Un esempio in digitale in cui sono stati utilizzati gli strumenti Scherma e Brucia, rispettivamente per evidenziare dettagli nelle ombre e nelle alte luci.

## Mascheratura digitale
Per mascheratura digitale si intendono tutte le operazioni suddescritte, da 1) a 5), ottenute, nei risultati, per mezzo di sofisticati software.
In particolare, la mascheratura analogica che si esegue nella fase di stampa nell'ingrandimento fotografico, può essere efficacemente ottenuta sul file digitale sia bianconero sia colore, sempre con software ad hoc sul tipo di Adobe Photoshop. In quest'ultimo esistono due strumenti specifici, Scherma e Brucia che applicati su livelli separati permettono di modulare sia l’Opacità sia la Densita dee dettagli di un’immagine fotografica (Fig. 10 e Fig. 11). (Nota 10: L'arte della fotoelaborazione a colori - M. Fodde - Ed Apogeo 2013 pag 248-257) Per esempio, alleggerire con lo strumento Scherma le ombre di quel tanto che basta per evidenziare un piccolo particolare, oppure, con lo strumento Brucia scurire zonalmente alcuni dettagli. Questa tipologia di strumenti digitali sono soltanto il modo più semplice che agiscono analogamente alla mascheratura analogica.
Tuttavia, gli stessi effetti ma in modo molto più speculativo possono essere effettuati con tecniche digitali molto più sofisticate come le maschere di livello. Ques’ultime, offrono tutti i vantaggi degli altri strumenti digitali ma permettono di creare sezioni a mano libera, selezionare aree di colore e generare selezioni eccezionalmente precise.
Per maschera di livello digitale si intende un contorno di selezione tracciato "ad hoc" dall’utente al fine di permettere di intervenire sull’immagine in modo puntuale, preciso e invisibile (le correzioni non devono essere riconoscibili e il risultato deve essere del tutto naturale).
Le maschere di livello, coprono tutte le mancanze degli strumenti di selezione; possono tenere conto dei differenti livelli di fuoco, consentono di controllare completamente l’aspetto dei contorni e creano selezioni naturali invisibili nell’immagine stessa. Le maschere rappresentano il più accurato meccanismo di selezione di cui programmi come Adobe Photoshop possano disporre.
Tra le tecniche di controllo del contrasto e della luminosità sulle immagini digitali mediante maschere di livello vale la pena citare la Filtrazione di contrasto digitale (Nota 11: L'arte della fotografia digitale in bianconero - M. Fodde - Ed Apogeo 2015 Pag 199-211)

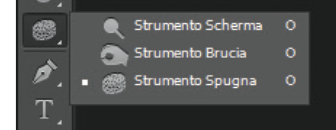
Fig. 10 Sia la mascheratura che la bruciatura possono essere applicate semplicemente con gli strumenti scherma e brucia presenti in software come Adobe Photoshop. In ogni caso gli stessi effetti ma in modo molto più speculativo possono essere effettuati con tecniche digitali sofisticate come le maschere di livello.